# Eve und der letzte Gentleman
Eve und der letzte Gentleman ist eine US-amerikanische Filmkomödie mit Brendan Fraser, Alicia Silverstone und Christopher Walken, die unter der Regie von Hugh Wilson im Jahr 1997 gedreht wurde.
Die deutsche Free-TV-Premiere fand am 25. Mai 2003 auf ProSieben statt.

## Handlung
Los Angeles 1962: Während der Kubakrise sucht der Wissenschaftler Calvin Webber mit seiner hochschwangeren Frau Helen in einem selbstgebauten Atombunker unter seinem Haus Schutz, als zufällig ein Flugzeug über ihrem Haus abstürzt. Das Haus wird zerstört, die Temperatursensoren schmelzen. Er glaubt daraufhin, ein Atomkrieg habe begonnen, und verschließt den Bunker mit einem Zeitschloss für 35 Jahre. Im Bunker ist das gesamte Haus nachgebaut, es gibt ein Becken, in dem Fische gezüchtet werden, Schiffsbatterien liefern Strom, und in einer Art Supermarkt sind die Vorräte gelagert.
Da Calvin den Bunkerbau geheim gehalten hat, ahnt niemand von der unterirdischen Existenz der Webbers. Helen gebiert ihren Sohn Adam, der im Bunker zu einem Gentleman heranwächst. Doch die Zeit unter der Erde bleibt stehen. Als sich nach 35 Jahren das Zeitschloss öffnet, geht Calvin in einem Schutzanzug an die Oberfläche und erkennt die Welt nicht wieder: Ihr Grundstück wurde neu bebaut, der gesamte Stadtteil ist jedoch zu einem Armenviertel verkommen. Als er ein Angebot von einem transsexuellen Prostituierten bekommt, glaubt er, dass durch Strahlung der vermeintlichen Atomexplosion die gesamte Menschheit mutiert sei. Zurück im Bunker erleidet er, überfordert von den Geschehnissen, einen Schwächeanfall. Daraufhin wird Adam losgeschickt, um neue Vorräte zu besorgen. Adam ist im Großstadtdschungel der 1990er Jahre völlig überfordert. Zu seinem Glück trifft er auf die hübsche Eve, die den Wert der Baseball-Sammelkarten erkennt, die Adam mit sich trägt. Sie hilft ihm beim Verkauf der Sammelkarten und beim Einkauf der Vorräte, wird dafür allerdings von ihm bezahlt. Eve verliebt sich in den hilflosen Adam, glaubt ihm aber nicht, dass er in einem Bunker lebt. Erst als ihr bester Freund Adams Aktienpapiere aus den 1950er Jahren findet, erkennt sie, dass Adams Geschichte wahr und Adam durch die Aktien mittlerweile sehr wohlhabend ist. Adam stellt Eve seinen Eltern vor und bittet diese, noch eine Weile im Bunker zu bleiben, während er mit Eves Unterstützung das Haus der Eltern auf einem neuen Grundstück nachbauen lässt. Schließlich bringt er seine Eltern zu ihrem neuen Haus und erklärt seinem Vater, dass es nie einen Atomkrieg gegeben hat und die Sowjetunion zusammengebrochen ist. Calvin glaubt jedoch, dass dieser Zusammenbruch nur ein geschickter Schachzug der „Kommunisten“ sei.
Der Film endet damit, dass Calvin den Garten für einen neuen Bunker ausmisst.

## Kritik
„Eine ungewöhnliche romantische Beziehungskomödie mit überzeugenden Darstellern, die mit originellen und unverbrauchten Einfällen besticht und souverän an die Qualitäten der Screwball-Komödien der 30er- und 40er-Jahre anknüpft.“